# Макклири, Трент
Трент Макклири (англ. Trent McCleary; 8 сентября 1972, Суифт-Каррент, Саскачеван) — профессиональный канадский хоккеист. В НХЛ с 1995 года.
29 января 2000 года Макклири получил серьёзную травму после мощного броска защитника «Филадельфии» Криса Терьена. Шайба попала в гортань и сломала её. Он так и не смог полностью восстановиться. В сентябре того же года Трент объявил об уходе из хоккея.
Макклири провел 4 сезона и 192 игры в НХЛ в форме «Оттавы», «Бостона» и «Монреаля», набрав за это время 23 очка (8+15)

## Статистика
```
                                            -- Регулярный сезон --  ---- Плей-офф ----
Сезон    Команда                     Лига    И    Г    П    О  Штр   И   Г   П   О Штр
--------------------------------------------------------------------------------------
1988-89  Swift Current Broncos       WHL     3    0    0    0    0  --  --  --  --  --
1989-90  Swift Current Broncos       WHL    70    3   15   18   43   4   1   0   1   0
1990-91  Swift Current Broncos       WHL    70   16   24   40   53   3   0   0   0   2
1991-92  Swift Current Broncos       WHL    72   23   22   45  240   8   1   2   3  16
1992-93  Swift Current Broncos       WHL    63   17   33   50  138  17   5   4   9  16
1992-93  New Haven Senators          AHL     2    1    0    1    6  --  --  --  --  --
1993-94  Thunder Bay Senators        CoHL   51   23   17   40  123   9   2  11  13  15
1993-94  Prince Edward Island Sena   AHL     4    0    0    0    6  --  --  --  --  --
1994-95  Prince Edward Island Sena   AHL    51    9   20   29   60   9   2   3   5  26
1995-96  Ottawa Senators             NHL    75    4   10   14   68  --  --  --  --  --
1996-97  Boston Bruins               NHL    59    3    5    8   33  --  --  --  --  --
1997-98  Detroit Vipers              IHL    21    1    1    2   45  --  --  --  --  --
1997-98  Las Vegas Thunder           IHL    54    7    6   13  120   3   1   0   1   2
1998-99  Montreal Canadiens          NHL    46    0    0    0   29  --  --  --  --  --
1999-00  Quebec Citadelles           AHL    27    7    9   16   56  --  --  --  --  --
1999-00  Montreal Canadiens          NHL    12    1    0    1    4  --  --  --  --  --
--------------------------------------------------------------------------------------
         Всего в НХЛ                        192   8   15   23  134
```